# Maren Kroymann
Maren Kroymann (née le 19 juillet 1949 à Walsrode) est une actrice et chanteuse allemande.

## Filmographie
- 2010 : Die Friseuse de Doris Dörrie

## Distinctions
- (en) Maren Kroymann: Awards, sur l'Internet Movie Database